# Thauria lathy
Thauria lathy är en fjärilsart som beskrevs av Hans Fruhstorfer 1902. Thauria lathy ingår i släktet Thauria och familjen praktfjärilar. Inga underarter finns listade i Catalogue of Life.